# Pi Arietis
Pi Arietis (π Arietis förkortat Pi Ari, π Ari,) är Bayerbeteckning för en multipelstjärna i mellersta delen av stjärnbilden Väduren. Den har en kombinerad skenbar magnitud på 5,21 och är svagt synlig för blotta ögat där ljusföroreningar ej förekommer. Baserat på parallaxmätningar inom Hipparcos-uppdraget på 4,2 mas befinner den sig på ett beräknat avstånd av ca 800 ljusår (240 parsek) från solen.

## Nomenklatur
Pi Arietis var tillsammans med Delta Ari, Epsilon Ari, Zeta Ari och Rho3 Ari, Al Bīrūnīs Al Buṭain ( ألبطين ), den dubbla Al Baṭn, magen. Enligt stjärnkatalogen i Technical Memorandum 33-507 - A Reduced Star Catalog Containing 537 Named Stars, var Al Buṭain namnet för fem stjärnor: Delta Ari som Botein, Pi Ari som Al Buṭain I, Rho3 Ari som Al Buṭain II, Epsilon Ari som Al Buṭain III och Zeta Ari som Al Buṭain IV.

## Egenskaper
Primärstjärnan Pi Arietis A är en blå till vit stjärna i huvudserien av spektralklass B6 V. Den har en radie som är ca 5,9 gånger solens radie och avger ca 540 gånger mer energi än solen från dess fotosfär vid en effektiv temperatur på ca 10 600 K.
Pi Arietis är en snäv spektroskopisk dubbelstjärna med en omloppsperiod på 3 854 dygn och en excentricitet på 0,04. En andra följeslagare med vinkelseparation på 3,28 bågsekunder är en stjärna i huvudserien av spektralklass A0 Vp och magnitud 8,46. Slutligen ingår i konstellationen en fjärde stjärna av spektralklass F8 V och av magnitud 11,0, vilken ligger separerad med 25,2 bågsekunder från primärstjärnan.